# Rapateaceae
Famille
Classification APG III (2009)
La famille des Rapateaceae est constituée de plantes monocotylédones ; elle comprend moins de cent espèces réparties en une vingtaine de genres.
Ce sont des plantes herbacées rhizomateuses des régions tropicales.

On les rencontre en Amérique du Sud, avec une seule espèce, Maschalocephalus dinklagei (en) et en Afrique de l'Ouest.

## Étymologie
Le nom vient du genre Rapatea dérivé probablement du nom Amérindien de la plante, en langue Wayampi, en Guinée française.

## Liste des genres
Selon World Checklist of Selected Plant Families (WCSP) (21 avr. 2010) et Angiosperm Phylogeny Website (19 mai 2010) :
- genre Amphiphyllum (en) Gleason (1931)
- genre Cephalostemon (en) R.H.Schomb. (1845)
- genre Duckea (en) Maguire (1958)
- genre Epidryos (en) Maguire (1962)
- genre Guacamaya (en) Maguire (1958)
- genre Kunhardtia Maguire (1958)
- genre Marahuacaea (en) Maguire (1984)
- genre Maschalocephalus (en) Gilg & K.Schum. (1900)
- genre Monotrema Körn. (1872)
- genre Phelpsiella (en) Maguire (1958)
- genre Potarophytum (en) Sandwith (1939)
- genre Rapatea Aubl. (1775)
- genre Saxo-fridericia (en) R.H.Schomb. (1845)
- genre Schoenocephalium (en) Seub. (1847)
- genre Spathanthus (en) Desv. (1828)
- genre Stegolepis (en) Klotzsch ex Körn. (1872)
- genre Windsorina (en) Gleason (1923)

Selon NCBI (21 avr. 2010) :
- genre Amphiphyllum
- genre Cephalostemon
- genre Epidryos
- genre Guacamaya
- genre Kunhardtia
- genre Marahuacaea
- genre Maschalocephalus
- genre Monotrema
- genre Potarophytum
- genre Rapatea
- genre Saxofridericia
- genre Schoenocephalium
- genre Spathanthus
- genre Stegolepis
- genre Windsorina

Selon DELTA Angio (21 avr. 2010) :
- genre Amphiphyllum
- genre Cephalostemon
- genre Duckea
- genre Epidryos
- genre Guacamaya
- genre Kunhardtia
- genre Marahuacaea
- genre Maschalocephalus
- genre Monotrema
- genre Phelpsiella
- genre Potarophytum
- genre Rapatea
- genre Saxofridericia
- genre Schoenocephalum
- genre Spathanthus
- genre Stegolepis
- genre Windsorina

## Liste des espèces
Selon World Checklist of Selected Plant Families (WCSP) (21 avr. 2010) :
- genre Amphiphyllum Gleason (1931)
  - Amphiphyllum rigidum Gleason (1931)
- genre Cephalostemon R.H.Schomb. (1845)
  - Cephalostemon affinis Körn. (1872)
  - Cephalostemon angustatus Malme (1935)
  - Cephalostemon gracilis (Poepp. & Endl.) R.H.Schomb. (1845)
  - Cephalostemon microglochin Sandwith (1929)
  - Cephalostemon riedelianus Körn. (1872)
- genre Duckea Maguire (1958)
  - Duckea cyperaceoidea (Ducke) Maguire (1958)
  - Duckea flava (Link) Maguire (1958)
  - Duckea junciformis Maguire (1958)
  - Duckea squarrosa (Willd. ex Link) Maguire (1958)
- genre Epidryos Maguire (1962)
  - Epidryos allenii (Steyerm.) Maguire (1962)
  - Epidryos guayanensis Maguire (1965)
  - Epidryos micrantherus (Maguire) Maguire (1962)
- genre Guacamaya Maguire (1958)
  - Guacamaya superba Maguire (1958)
- genre Kunhardtia Maguire (1958)
  - Kunhardtia radiata Maguire & Steyerm. (1979)
  - Kunhardtia rhodantha Maguire (1958)
- genre Marahuacaea Maguire (1984)
  - Marahuacaea schomburgkii (Maguire) Maguire (1984)
- genre Maschalocephalus Gilg & K.Schum. (1900)
  - Maschalocephalus dinklagei Gilg & K.Schum. (1900)
- genre Monotrema Körn. (1872)
  - Monotrema aemulans Körn. (1972)
  - Monotrema × affine Maguire (1958)
  - Monotrema arthrophyllum (Seub.) Maguire (1958)
  - Monotrema bracteatum Maguire (1958)
  - Monotrema xyridoides Gleason (1931)
- genre Phelpsiella Maguire (1958)
  - Phelpsiella ptericaulis Maguire (1958)
- genre Potarophytum Sandwith (1939)
  - Potarophytum riparium Sandwith (1939)
- genre Rapatea Aubl. (1775)
  - Rapatea angustifolia Spruce ex Körn. (1872)
  - Rapatea aracamuniana Steyerm. (1989)
  - Rapatea chimantensis Steyerm. (1988)
  - Rapatea circasiana García-Barr. & L.E.Mora (1954)
  - Rapatea elongata G.Schulze (1934)
  - Rapatea fanshawei Maguire (1965)
  - Rapatea linearis Gleason (1925)
  - Rapatea longipes Spruce ex Körn. (1872)
  - Rapatea membranacea Maguire (1965)
  - Rapatea muaju García-Barr. & L.E.Mora (1954)
  - Rapatea paludosa Aubl. (1775)
  - Rapatea pycnocephala Seub. (1847)
  - Rapatea rugulosa Maguire (1979)
  - Rapatea saulensis B.M.Boom (1994)
  - Rapatea scabra Maguire (1965)
  - Rapatea spectabilis Pilg. (1905)
  - Rapatea spruceana Körn. (1872)
  - Rapatea steyermarkii Maguire, Fieldiana (1951)
  - Rapatea ulei Pilg. (1914)
  - Rapatea undulata Ducke (1935)
  - Rapatea xiphoides Sandwith (1939)
  - Rapatea yapacana Maguire (1965)
- genre Saxofridericia R.H.Schomb. (1845)
  - Saxofridericia aculeata Körn. (1872)
  - Saxofridericia colombiana García-Barr. & L.E.Mora (1954)
  - Saxofridericia compressa Maguire (1958)
  - Saxofridericia duidae Maguire (1958)
  - Saxofridericia grandis Maguire (1958)
  - Saxofridericia inermis Ducke (1938)
  - Saxofridericia petiolata Maguire (1958)
  - Saxofridericia regalis R.H.Schomb. (1845)
  - Saxofridericia spongiosa Maguire (1958)
- genre Schoenocephalium Seub. (1847)
  - Schoenocephalium cucullatum Maguire (1958)
  - Schoenocephalium martianum Seub. (1847)
  - Schoenocephalium schultesii Maguire (1958)
  - Schoenocephalium teretifolium Maguire (1958)
- genre Spathanthus Desv. (1828)
  - Spathanthus bicolor Ducke (1935)
  - Spathanthus unilateralis (Rudge) Desv. (1828)
- genre Stegolepis Klotzsch ex Körn. (1872)
  - Stegolepis albiflora Steyerm. (1987)
  - Stegolepis angustata Gleason (1929)
  - Stegolepis breweri Maguire (1976)
  - Stegolepis cardonae Maguire (1965)
  - Stegolepis celiae Maguire (1965)
  - Stegolepis choripetala Maguire (1965)
  - Stegolepis ferruginea Baker (1882)
  - Stegolepis gleasoniana Steyerm., Fieldiana (1951)
  - Stegolepis grandis Maguire (1965)
  - Stegolepis guianensis Klotzsch ex Körn. (1872)
  - Stegolepis hitchcockii Maguire (1965)
  - Stegolepis huberi Steyerm. (1987)
  - Stegolepis humilis Steyerm. (1987)
  - Stegolepis jauaensis Maguire (1972)
  - Stegolepis ligulata Maguire (1965)
  - Stegolepis linearis Gleason (1931)
  - Stegolepis maguireana Steyerm. (1984)
  - Stegolepis membranacea Maguire (1965)
  - Stegolepis microcephala Maguire (1976)
  - Stegolepis minor Steyerm. (1988)
  - Stegolepis neblinensis Maguire (1965)
  - Stegolepis parvipetala Steyerm., Fieldiana (1951)
  - Stegolepis pauciflora Gleason (1931)
  - Stegolepis perligulata Maguire (1965)
  - Stegolepis piresii Maguire (1979)
  - Stegolepis ptaritepuiensis Steyerm., Fieldiana (1951)
  - Stegolepis pulchella Maguire (1965)
  - Stegolepis pungens Gleason (1931)
  - Stegolepis squarrosa Maguire (1965)
  - Stegolepis steyermarkii Maguire (1965)
  - Stegolepis terramarensis Steyerm. (1984)
  - Stegolepis vivipara Maguire (1965)
  - Stegolepis wurdackii Maguire (1965)
- genre Windsorina Gleason (1923)
  - Windsorina guianensis Gleason (1923)

Selon NCBI (21 avr. 2010) :
- genre Amphiphyllum
  - Amphiphyllum rigidum
- genre Cephalostemon
  - Cephalostemon flavus
- genre Epidryos
  - Epidryos allenii
  - Epidryos guayanensis
- genre Guacamaya
  - Guacamaya superba
- genre Kunhardtia
  - Kunhardtia radiata
- genre Marahuacaea
  - Marahuacaea schomburgkii
- genre Maschalocephalus
  - Maschalocephalus dinklagei
- genre Monotrema
  - Monotrema bracteatum
  - Monotrema xyridoides
- genre Potarophytum
  - Potarophytum riparium
- genre Rapatea
  - Rapatea circasiana
  - Rapatea paludosa
  - Rapatea xiphoides
- genre Saxofridericia
  - Saxofridericia inermis
  - Saxofridericia regalis
- genre Schoenocephalium
  - Schoenocephalium cucullatum
- genre Spathanthus
  - Spathanthus bicolor
  - Spathanthus unilateralis
- genre Stegolepis
  - Stegolepis hitchcockii
  - Stegolepis ligulata
  - Stegolepis parvipetala
  - Stegolepis ptaritepuiensis
  - Stegolepis steyermarkii
- genre Windsorina
  - Windsorina guianensis